# Arka'n Asrafokor
Arka'n Asrafokor er et togolesisk heavy metal-band fra Lomé. Ofte kaldet 'Togos eneste metalband', de er blevet kendt for at blande forskellige undergenre af metal med elementer fra vestafrikansk folkemusik.

## Historie
Kodzo "Rock" Ahavi begyndte i 2009 at spille covers med en række lokale musikere, og i løbet af 2012 og 2013 dannede han bandet Arka'n. Samtidig, så dannede hans bror Enrico Ahavi et andet band med fokus på rap metal kaldet H Weapons. Arka'n gik i opløsning i 2015, og herpå valgte de to grupper at fusionere og danne Arka'n Asrafokor med den nuværende line-up.
De udgav deres selvproduceret debutalbum Zã Keli i 2019. Gruppen spillede deres første koncerter udenfor Afrika i 2022, da de gik på turné i Frankrig og få andre europæiske lande. Dette ledte til at de blev signeret af pladeselskabet Atomic Fire, som senere blev del af Reigning Pheonix Music. De udgav herigennem deres andet studiealbum kaldet Dzikkuh i 2024.

## Diskografi
Studiealbum
- Zã Keli (2019)
- Dzikkuh (2024)